# 藍天腳踏板
《藍天腳踏板》（アオゾラペダル）是嵐的第十七枚單曲。於2006年8月2日發行。唱片公司為J Storm。

## 解說
- 分為初回限定盤A·B及通常盤三種版本發售，封套完全不一樣。
- 音樂錄影帶的原案是由二宮和也負責，請到當時Seventeen的專屬模特兒佐藤亞璃紗等人以戲劇風格演出。

## 收錄曲

### 通常盤
1. 藍天腳踏板
（作詞、作曲：SHIKAO　編曲：石塚知生）
電影《蜂蜜與四葉草》結尾曲
2. 從Kiss開始吧(KISSからはじめよう)
（作詞：youth case　作曲：velvetronica　編曲：ha-j）
花王「8x4 Powder Spray」廣告歌
3. 夏天尾聲的心事(夏の終わりに想うこと)
（作詞：小川貴史　作曲・編曲：上野浩司）
4. 藍天腳踏板（Original Karaoke）
5. 從Kiss開始吧（Original Karaoke）
6. 夏天尾聲的心事（Original Karaoke）

### 初回限定盤
1. 藍天腳踏板
2. 從Kiss開始吧
3. 夏天尾聲的心事